# 周汝昌
周汝昌（1918年4月14日—2012年5月31日），本字禹言，号敏庵，后改字玉言，笔名念述、苍禹、雪羲、顾研、玉工、石武、玉青、师言、茶客等。他是研究《红楼梦》的著名考证派红学家，被认为是胡适门生，有红学著作多种，其中以《红楼梦新证》影响最大。

## 生平
1918年4月14日，周汝昌生在天津城外25公里的咸水沽镇。 其祖父是天津八大家东门外天成号韩家账房先生，后自立门户，故家道不俗。曾就读于南开中学、工商学院附中。1939年，周汝昌考入燕京大学西语系。 
1941年，珍珠港事件發生后，日軍占领了燕京大学，把教授从燕京押送到山东省集中营，学生则被遣散，周汝昌只好回家自学。1947年，他通過复试，回到燕京大学西语系完成学业。同年，周汝昌開始涉足《红楼梦》研究。
1953年9月，周汝昌在四川大学外文系任教，并且在棠棣出版社发表新书《红楼梦新证》，此书被誉为“红学史上一部划时代的著作”，也奠定了周汝昌在红学上的地位。 
1954年，红学界发起批评俞平伯的论战，冯雪峰力邀周汝昌，迫于形势，他不得不发起对胡适的批评，但同時自身也遭到批判。胡适在看过《红楼梦新证》后说：“周汝昌是我在‘红学’方面的一个最后起、最有成就的徒弟……。”“这是一部很值得看的书。”“关于周汝昌，我要替他说一句。他是我在大陆上最后收到的一个‘徒弟’，他的书决不是‘清算胡适思想的工具’。他在形式上不能不写几句骂我的话，但在他的《新证》里有许多向我道谢的话，别人看不出，我看了当然明白……（附注一句：我那“批胡”原稿，发表前是经别人给“加工”过的。）”
1966年，文化大革命开始后，周汝昌因“周扬文艺黑线的黑标本”和“现行反革命”的罪名，被下放到湖北省咸宁市向阳湖看守菜地，并与杨霁云被安排在一起抬粪。
1970年8月，周汝昌被国务院总理周恩来调回北京。
1986年8月至1987年8月，周汝昌应美国鲁斯基金会之邀以威斯康星大学访问教授身份赴美一年，他在威斯康辛大学、普林斯顿大学、纽约市立大学和哥伦比亚大学4所大学及亚美文化协会讲解《红楼梦》。
2008年，九十高齡的周汝昌又被邀请上央视《百家讲坛》節目评点四大名著。他提出新观点：《西游记》和《红楼梦》有相通之處，兩部書都在“求真”、“求诚”。
2012年5月31日凌晨1点59分，周汝昌于家中去世，享壽94岁。

## 个人生活
邁入老年之後，周汝昌的左眼近乎失明，右眼视力剩下0.01，左耳已无听力，只憑藉右耳上的助听器與人溝通。媒体记者曾問他“如果视力尚好，最想做什么？”周回答：“我要旅游，亲身感受那些滋养了中华文化的名山大川。我不想闷在自己的斗室裡，我要走出去。”
周汝昌一生研究中华文化，尤其是诗词曲赋和書法，他曾自叙“很多人给我贴上了‘红学家’的‘标签’。其实我真正感兴趣的是中国（古典）诗词。”他的生活非常有规律：早上起床写感想，午睡后再写写文章，晚饭后继续工作到深夜，不分寒暑，沒有节日假日。

## 学术论点

### 《红楼梦》是涉及曹李两家的著作
周汝昌认为，《红楼梦》带有自传性质，主要故事涉及到曹雪芹、李煦两家的家庭兴衰。

### 《红楼梦》故事发生的地点为北京
学术界对《红楼梦》故事发生的地点是在北方还是南方有争论。周汝昌认为贾家祖籍金陵（南京），约在贾宝玉几岁时搬家至长安（北京）。周汝昌认为袁枚说大观园即随园毫无根据，并通过小说中许多线索推测大观园地点在恭王府的位置。:111-119

### 脂砚斋和畸笏叟是同一人
胡适认为脂砚斋即为曹雪芹，但周汝昌通过批语“今而后惟愿造化主再出一芹一脂，是书何幸，余二人亦大快遂心于九泉矣。甲午八日泪笔”断定曹雪芹和脂砚斋不是一人。:723周发现畸笏叟出现后便再也不见脂砚斋署名，且二者的一些批语语气酷似，存在前后呼应，于是认为畸笏叟是脂砚斋乾隆二十七年壬午（1762年）后起的新号。:702-718

### 曹雪芹生于雍正二年，卒于乾隆二十八年除夕
胡适在《红楼梦考证》中写道他由“壬午除夕，书未成，芹为泪尽而逝”一批推测曹雪芹死于乾隆二十七年（1762年）。周汝昌发现敦敏的《小诗代简寄曹雪芹》里写道其邀请曹雪芹赏花饮酒，而此诗作于乾隆二十八年（1763年）。综合敦诚的《挽曹雪芹》诗下注甲申（1764年）来看，曹雪芹应是乾隆二十八年癸未除夕去世。胡适认为曹雪芹生于康熙五十七年（1718年），但乾隆元年（1735年）的《八旗满洲氏族通谱》中有曹天祐而没有曹雪芹，周于是推测乾隆元年时曹雪芹还未成年。按照敦诚“四十年华付杳冥”来推算，周汝昌认为曹雪芹大致生于雍正二年甲辰（1724年）。:143-151

### 脂砚斋是曹雪芹的红颜知己
“脂砚斋”的身份长期都有争议，周汝昌认为脂砚斋是曹雪芹的红颜知己，他的理由有三：脂砚斋是《红楼梦》书中的人物；脂砚斋是女性；脂砚斋和曹雪芹伦理关系颇为密切。脂砚斋是史湘云的原型。

### 和珅高鹗删改《红楼梦》后四十回
周汝昌认为，曹雪芹在世的时候已经完成了《红楼梦》的创作，由于书籍触动了清朝统治者的敏感神经，被和珅及其帮手高鹗删改了后四十回的内容。

### 史湘云后沦落为乞丐成贾宝玉妻子
周汝昌研究得知，曹雪芹的爷爷的续弦姓李，为《红楼梦》贾母的原型，而史湘云就是李家的姑娘，“金玉良缘”指的是贾宝玉和史湘云。

## 评价
| “                          | 周汝昌先生的一生，是奋斗的一生，是追求理想、进步的一生。他孜孜不倦，笔耕不辍，光明磊落，爱憎分明。他对《红楼梦》及中国文化的研究成果是留给我们的宝贵财富。他的不幸逝世，是我国红学界和文化界的重大损失，我们感到万分悲痛和惋惜。中国红楼梦学会对周汝昌先生的逝世表示沉痛哀悼，并向他的亲人表示诚挚的慰问！我们将永远怀念他。周汝昌先生千古！ | ” |
| ——中国红楼梦学会的官方悼词 | |   |

胡适在1954年在给吴相湘的信中说：“你在那信里大赞周汝昌的书，我完全同意。此君乃是我的《红楼梦》考证的一个最后起，而最努力、最有成绩的徒弟。”

刘文莉：“周先生是一位学者，一位中华文化大家。他不仅在诗词方面，金石研究上，绘画和书法上，都有了不起的成就。而《红楼梦》，不过是他的兴趣使然偶尔进入的一个领域。”
红学家梁归智：“像周汝昌这么全才的，文史哲全懂，文采风流，能把论证逻辑分析感悟人生体全部融为一体的，我不敢说以后一定没有了，但是短期内够呛……。周先生的伟大在于，他还不仅仅是观点怎么怎么样，主要是他的人格，治学方式，文化精神。周先生也算是清末民初的，念私塾，那会儿的社会内部环境、外部环境都和现在非常不一样。”
红学家周岭：“我觉得周老他不是承前启后的作用，而是开拓性的，筚路褴褛、空前绝后。在他之前，很多红学研究是零碎的、不系统的，很多人认为第一个系统的是胡适，但胡适不是专一研究红学的，而且并未深入下去，他主要是把治经的方法引入红学研究，这是他最大的贡献。真正深入下去做了巨大贡献的是周先生，《红楼梦新证》承接胡适的研究，但比胡适的成果要多得多。”
中国红楼梦学会副会长孙逊：“周先生在红学方面最重要的建树是他的两本《红楼梦新证》，这是新红学研究的奠基之作，是每个《红楼梦》研究学者不能绕开的著作。周先生的红学研究特点就在于，他着力研究曹雪芹家世生平，他认为曹家史料是研究《红楼梦》最基本的资料。但也正因为如此，他的研究有时候过于拘泥于曹家家族与《红楼梦》的对应关系，甚至把《红楼梦》当作史料看待。从‘红学’研究出发，他又发展了其他三个分支，也就是‘曹学’、‘脂学’和‘探轶学’，我认为，这三个分支都是成立的。”
中国艺术研究院中国文化研究所所长刘梦溪：“周先生学问的根底很深、很丰富。他的研究领域不仅是红学，他对古诗词、对中国文化流变都有研究。他对杨万里、范成大选集的注释，很有见地，但是不太为外人知道。周先生还有一个不太为人所知的是他英文出身，可以阅读英文作品，但他学的是牛津英语，所以他去美国威斯康辛访学的时候，还会出现交流上的障碍。周先生还擅长书法，他的书法接近宋徽宗的瘦金体，但绝不是模仿，而是自成一家。周先生自身的诗学造诣也很深，律诗也能脱口而出。”
刘心武：“周老的贡献至少有三点。第一，他在曹学方面的成就非常大。他能够写出完整的《曹雪芹传》，使人信服，或基本信服，并且文笔斐然。第二，在版本学方面，也有很了不得的成绩，他和他的哥哥周祜昌、女儿周伦玲，两代三人用了几十年的时间把现存的古本《红楼梦》，一句一句地加以对比。通过对比，推敲出曹雪芹的原笔原意，然后连缀起来，构成一部浩荡的《红楼梦会真》10大卷。不见得一定都是对的，可以有争议、有讨论，但版本学上的成绩是不容抹杀的。第三，他是继胡适等诸先生之后，新中国研究《红楼梦》的第一人，享誉海内外的考证派主力和集大成者。他在1954年出版了《红楼梦新证》，震动了整个文化界。”
华东师范大学中文系教授王冉冉：“1921年胡适对红楼梦的研究使中国的红学研究转向以考证为主的‘新红学’。而周汝昌就是‘新红学’的扛鼎人物，至今无人能望其项背。从‘旧红学’到‘新红学’的转向体现在两点：作者和本子。他是燕京大学外文系毕业的，拥有良好的西学素养，中文功底又非常深厚，曾参与编写《唐诗鉴赏辞典》，所以他的广阔视野、深厚学养让他在对各种版本的阐释上就有了很好的见地。”

## 主要著作

### 红学专著
- 《红楼梦新证》，1953年上海棠棣出版社出版，（1976年人民文学出版社重印增订）；

- 《曹雪芹》，1964年作家出版社出版，（1980年天津百花出版社重印增订为《曹雪芹传》）；

- 《恭王府考》，1980年上海古籍出版社出版；

- 《献芹集》，1985年山西人民出版社出版；

- 《石头记鉴真》，与其兄周祜昌合著，1985年书目文献出版社出版；

- 《紅楼梦辞典》，晁繼周合編，1987年广东人民出版社出版；

- 《红楼梦与中华文化》，1989年工人出版社与台湾东大图书公司分出；

- 《红楼梦的历程》，1989年黑龙江人民出版社出版；

- 《恭王府与红楼梦》，1992年北京燕山出版社出版；

- 《曹雪芹新传》，1992年外文出版社出版；

- 《红楼艺术》，1995年人民文学出版社出版；再版时称《红楼艺术的魅力》，2006年作家出版社出版

- 《红楼梦的真故事》，1995年华艺出版社出版；再版时称《红楼真梦》，2005年山东画报出版社出版

- 《红楼真本》，1998年北京图书馆出版社出版；

- 《周汝昌红学精品集》，1998年，华艺出版社出版；

- 《风流文采第一人》，1999年东方出版社出版。

- 《红楼小讲》，2002年北京出版社出版。

- 《红楼夺目红》，2003年作家出版社出版

- 《周汝昌点评红楼》，2004年梦团结出版社出版

- 《曹雪芹画传》，2004年作家出版社出版

- 《红楼十二层》，周伦玲编，2004年书海出版社出版

- 《和贾宝玉对话》，2005年作家出版社出版

- 《周汝昌梦解红楼》精选集，周伦玲编，2005年漓江出版社出版

- 《定是红楼梦里人——张爱玲与红楼梦》，2005年团结出版社
- 《红楼梦/曹雪芹著，周汝昌汇校》，北京：人民出版社，2006年12月第1版，ISBN 978-7-01-006018-7。
- 《红楼别样红》，2008年作家出版社

- 《周汝昌校订批点本石头记》，漓江出版社，ISBN 978-7-5407-4566-0。（简体本）

- 《周汝昌校訂批點本石頭記》，灕江出版社，ISBN 978-7-5407-4546-2。（繁体本）

- 《寿芹心稿》，中国大百科全书出版社，ISBN 978-7-5000-8794-6。

### 学术专著
- 《范成大诗选》，1959年、1997年人民文学出版社出版；

- 《白居易诗选》（合著），1962年作家出版社、1997年人民文学出版社；

- 《杨万里选集》，1962年中华书局、1979年上海古籍出版社、1999年河北教育出版社出版；

- 《书法艺术问答》，1980年香港中华书局、1982年文化艺术出版社分出；

- 《诗词赏会》，1987年广东人民出版社出版。

- 《神州自有连城壁——论中华美学》，2005年山东画报出版社

### 其他
- 《石头记人物画》（题诗40首），1979年人民美术出版社出版；

- 《岁华晴影》，1997年上海东方出版社中心出版；

- 《胭脂米传奇》，1998年华文出版社出版；

- 《砚霓小集》，1998年山西教育出版社出版；

- 《脂雪轩笔语》，上海人民出版社出版。

- 《周汝昌自传: 红楼无限情》，2005年北京十月文艺出版社

- 《我与胡适先生》，2005年漓江出版社